# 名田島村
名田島村（なたじまそん）は、かつて山口県吉敷郡に存在した村。
1944年（昭和19年）4月1日に山口市と周辺10町村との新設合併で消滅した。現在は山口市南部の一地域となっている。

## 地理
- 基本的には田園地帯が広がる。山口南総合センターがある。

## 歴史
- 1889年（明治22年）4月1日 - 町村制の施行により、近世以来の名田島村が単独で自治体を形成。
- 1944年（昭和19年）4月1日 - 山口市・大歳村・平川村・秋穂二島村・陶村・小郡町・嘉川村・阿知須町・佐山村と合併し、改めて山口市が発足。同日名田島村廃止。

## 交通

### 道路
- 国道2号小郡道路
  - 名田島インターチェンジ
- 山口県道61号山口小郡秋穂線
- 山口県道199号開作上嘉川停車場線